# In a Heartbeat (film)
In a Heartbeat je americký krátký animovaný film, který vznikl jako absolventský studentský projekt na Ringling College of Art and Design. Byl napsán a režírován Estebanem Bravem a Beth Davidovou. 

## Děj
Němý film pojednává o chlapci Sherwinovi, který je zamilovaný do svého spolužáka Jonathana a bojí se vyznat mu své city. Sherwinova láska je vyjádřena antropomorfním srdíčkem. Na konci se dají dohromady.

## Přijetí
Film se stal internetovým hitem a během pěti dnů jej vidělo přes 20 milionů diváků.

## Ocenění
(výběr)
- 2017 Lake View International Film Festival – vítěz
- 2017 North Carolina Gay & Lesbian Film Festival – cena poroty